# Pawłowka (rejon spasski)
Pawłowka (ros. Павловка) – osiedle w Rosji, w obwodzie riazańskim, w rejonie spasskim. W 2010 liczyło 636 mieszkańców.